# Casa del pastor del Mas de l'Estela
La casa del pastor del Mas de l'Estela és un edifici al terme municipal de la Selva de Mar (Alt Empordà) inclòs a l'Inventari del Patrimoni Arquitectònic de Catalunya. Està al costat del Mas de l'Estela.

## Arquitectura
Situada al sud del nucli urbà de la població de la Selva de mar, al mig de la vall de Sant Romà. S'hi accedeix per un camí que hi condueix directament. Situada a escassa distància, a llevant, del conjunt principal del mas de l'Estela.
Es tracta d'un edifici de planta més o menys rectangular, format per quatre cossos adossats. La construcció original constava de dos cossos ben diferenciats, el principal amb teulada de doble vessant de teula, i un altre cos que se li adossa al nord, més reduït i enretirat respecte a la línia de façana del primer, amb teulat d'un sol vessant. L'edifici principal, distribuït en planta baixa i pis, té la façana principal orientada a l'oest. Presenta una escala de tres trams de pedra, amb barana d'obra massissa, adossada al parament, a través de la qual s'accedeix al primer pis. L'escala es troba edificada damunt d'una gran volta de mig punt, amb empremtes d'encanyissat i llates de fusta, que crea un pòrtic davant la porta d'entrada a la planta baixa. Aquesta obertura és d'arc rebaixat bastit amb maons, amb els brancals de carreus de pissarra, mentre que la porta superior és rectangular i presenta llinda monolítica. Al costat, a la banda sud de la façana, hi ha un gran portal d'arc de mig punt, que dona accés als estables de l'edifici. A l'interior de l'edifici, trobem la coberta sostinguda per dos arcs diafragmàtics de mig punt, sobre pilastres. El pis serví d'habitatge i els baixos d'estables, probablement.
El petit cos que se li adossa al nord presenta dues plantes, amb l'accés instal·lat a la planta superior, mitjançant unes escales de pedra exteriors. Al pis hi ha la porta d'accés rectangular i, al costat una petita finestra d'arc rebaixat bastit amb maons.
La resta de cossos que acompanyen l'edifici són de nova construcció, afegits recentment.
Tota la construcció original és bastida amb pedra de diverses mides desbastada i lligada amb morter de calç.

## Història
El mas de l'Estela o Buscató es troba en el punt més planer i més assolellat de la vall de la capçalera de la riera de la Selva, en el seu curs per la rodalia o paratge de Sant Romà, dit pels habitants del terme, "Sant Arromà". Aquesta deformació ja la trobem documentada el 1687 en la transcripció de la donació feta pel comte Gaufred d'Empúries al monestir de Sant Pere de Rodes l'any 974, còpia que hem localitzat a l'Arxiu Parroquial de Cadaqués.
A l'esmentada donació de Gaufred d'Empúries del 974, el comte es reservava expressament el bosc de Sant Romà: "...exceptus ipsa silva sive foreste de sancto Romano." (P. De Marca, Marca Hispanica... c.904). No fou fins a l'any 1063 que els comtes Ponç i Adalaïsa cediren aquesta terra boscosa a Sant Pere de Rodes amb motiu de l'ingrés de llur fill Pere a la dita comunitat monàstica.
"La Cabanya", edifici que serví d'habitatge dels pastors i també -i encara avui- d'estables i magatzems del mas de l'Estela. En aquesta edificació hi ha constància de certs elements actualment no localitzats. A l'arrebossat dels murs exteriors s'hi observaven quatre grafits, amb incisions força profundes, que representaven estels amb dibuixos esquemàtics. Tot indica que al costat de la porta d'accés a l'habitatge, al pis, hi havia en un rectangle de remolinat una inscripció esgrafiada, de color vermellós, força esborrada: "buy Die / 3 7bre / ANY 179." A l'interior, al pis, hi havia la següent inscripció: "Bui Die/ 17 Mars / 1855/ Juan Massot".